# Marie-Galante
 Kontra-spionage (engelsk titel: Marie Galante)
15°56′12″N 61°16′0″V / 15.93667°N 61.26667°V
Île Marie-Galante er en ø i øgruppen Leeward Islands i den sydlige del af de Små Antiller i det Caribiske hav i Vestindien. Øen er en del af franske Oversøiske departement Guadeloupe.

## Geografi
Île Marie-Galante ligger cirka 25 km sydøst for Île de Basse-Terre og cirka 40 km nord for øen Dominica. Den runda ø har et areal på cirka 158 km² med en diameter om cirka 15 km.
Øens højeste punkt er Morne Constant på cirka 204 moh.
Hovedbyen er Grand-Bourg der har cirka 5.500 indbyggere og ligger på øens sydvestlige del. Andre større byer er Capesterre-de-Marie-Galante og Saint-Louis.
Befolkningen er på cirka 13 000 indbyggere.
Forvaltningsmæssigt indgår Île Marie-Galante i arrondissement (kreds) Pointe-à-Pitre og er inddelt i tre kommuner.
Île Marie-Galantes flyveplads hedder Les Bases Airport (IATA-lufthavnskode "GBJ") og ligger cirka 5 km sydväst for Grand-Bourg på øens sydlige del.
Ud for vestkysten ligger den lille ø Ilet de vieux Fort.

## Historie
Den 3. november 1493 opdagede Christopher Columbus som første europæer Île Marie-Galante, der døbtes til Santa Maria la Galante efter et af hans skibe.
1635 kom området under fransk styre, som det har været bortset fra korte perioder i 1700- og 1800-tallet, da området blev okkuperet af Storbritannien. Årene 1813 til 1814 tilhørte området formelt Sverige. Efter Freden i Paris år 1814 fik Frankrig igen kontrollen över Guadeloupe.
1648 ankom de første franska kolonister til øen.

## Eksterne kilder og henvisninger
1. ↑   Wikimapia.org (läst 20 maj 2010)
2. ↑  Guadeloupes turistbureau Arkiveret 27. december 2007 hos  Wayback Machine (løst 20. maj 2010)
3. 1 2   Statoids Administrative Subdivisions of Countries (læst 20. maj 2010)
4. 1 2   GeoHive, Global Statistics (læst 20. maj 2010)
5. 1 2  la Région Guadeloupe Arkiveret 2. januar 2011 hos  Wayback Machine (läst 20 maj 2010)
6. 1 2   Worldstatesmen.org (læst 20. maj 2010)

- Wikimedia Commons har flere filer relateret til Marie-Galante
- Om Île Marie-Galante Arkiveret 6. februar 2007 hos  Wayback Machine
- Karta över hela Guadeloupe Arkiveret 3. december 2008 hos  Wayback Machine